# Помри на коні
«Помри на коні» — радянський художній фільм 1979 року, знятий режисером Григорієм Мелік-Авакяном на кіностудії «Вірменфільм».

## Сюжет
Епізоди життя та діяльності полководця громадянської війни Г. Б. Гая, дивізія якого брала участь у боях за Симбірськ.

## У ролях
- Гуж Манукян — Гай
- Сергій Корнюшин — Куйбишев
- Валерій Єрьомічев — Тухачевський
- Сос Саркісян — батько Гая
- Єлизавета Дєдова — Лія
- Володимир Балон — Вілумсон
- Володимир Донцов — Титаєв
- Ілля Томін — Васютка
- Юрій Каюров — епізод
- Геннадій Пєчніков — епізод
- Григорій Лямпе — епізод
- Олег Мокшанцев — епізод
- Юрій Комаров — епізод
- Володимир Прохоров — епізод
- Геннадій Коротков — епізод
- Ігор Нагавкін — епізод
- В. Шиповалов — епізод
- А. Авдєєв — епізод

## Знімальна група
- Режисер — Григорій Мелік-Авакян
- Сценарист — Андрій Вердян
- Оператор — Рудольф Ватинян
- Композитор — Джон Тер-Татевосян
- Художник — Степан Андранікян